# Лазейка (фильм, 1954)
«Лазейка» (англ. Loophole) — фильм нуар режиссёра Гарольда Д. Шустера, который вышел на экраны в 1954 году.
Фильм рассказывает о банковском кассире Майке Доноване (Барри Салливан), который в результате подозрений в краже теряет работу и его начинает преследовать страховой следователь (Чарльз Макгроу), который считает кассира виновным. Однако Майку удаётся выстоять и самостоятельно выйти на след преступника, в итоге восстановив своё положение и доброе имя.
Этот малобюджетный фильм получил противоречивые отзывы критики. В то время, как большинство специалистов оценило его как захватывающий небольшой нуар, другие посчитали, что он не поднимается выше уровня стандартных криминальных телефильмов своего времени.

## Сюжет
Главный кассир голливудского отделения банка Capitol National Bank Майк Донован (Барри Салливан) пользуется уважением и заслуженным авторитетом среди коллег. Однажды в банк с плановой аудиторской проверкой приходит группа инспекторов Федерального резервного банка. Вместе с ними под видом инспектора в здание проникает некий Херман Тейт (Дон Беддоу), занимая рабочий стол в служебных помещениях. Когда начинается рабочий день, Тейт заходит в кабинет Майка под предлогом, что должен повторно пересчитать наличность. В этот момент к окошку Майка подходит молодая блондинка (Мэри Бет Хьюз), которая является сообщницей Тейта. Пока она отвлекает Майка вопросами, Тейт извлекает из стола кассира почти 50 тысяч долларов, быстро перекладывая их в свой портфель, после чего быстро удаляется из кабинета, а затем незаметно выходит на улицу. В конце рабочего дня, пересчитывая наличные, Майк замечает недостачу, однако не решается сказать об этом управляющему отделением Джиму Старлингу (Дейтон Ламмис), отправляясь домой на уикенд в подавленном состоянии. Дома Майк обо всём сразу же рассказывает любимой и преданной жене Рути (Дороти Мэлоун), которая убеждает его в понедельник первым делом доложить о случившемся Старлингу. Старлинг хорошо относится к Майку и доверяет ему, однако, узнав о случившемся, обязан доложить об этом в страховую компанию, которая немедленно направляет в банк следователя Гаса Слэйвина (Чарльз Макгроу). Жёсткий и упрямый Слэйвин, который когда-то работал в полиции, сразу же обвиняет Майка в краже, не обращая внимание на то, что тот категорически отрицает свою вину. Слэйвин отводит Майка вместе с Рути в полицейский участок, где их допрашивают детектив, лейтенант Нил Сэнфорд (Дон Хэггерти) и агент ФБР (Джон Клоуз). Сэнфорд выясняет, что Майк не был азартным игроком и не имел других вредных привычек, требующих больших денег. Он также устанавливает, что пара нуждалась в деньгах в связи с выплатой ипотеки и кредита на автомобиль, но все их финансовые потребности находились в пределах нормы. С согласия Майка полиция производит обыск в его доме, который не даёт результатов. Тем не менее, Слэйвин убеждён, что именно Майк украл деньги, за выходные дни спрятав их в надёжном месте. Майк соглашается пройти тест на детекторе лжи, который показывает, что он не причастен к краже, однако и это не убеждает Слэйвина, который считает, что «машину можно обмануть». Однако при прохождении теста выясняется странная подробность, что, вопреки общепринятой практике, инспекторы пересчитывали наличность в кабинете Майка не один, а два раза. Составив приблизительное описание второго инспектора, внешность и голос которого Майк хорошо запомнил, Сэнфорд вызывает всю группу инспекторов на опознание, однако ни в одном из них Майк не узнаёт человека, который вторым пересчитывал деньги. Затем Майк просматривает полицейскую базу данных по всем людям, проходившим по финансовым преступлениям, однако это также не даёт результата. Ввиду отсутствия улик Сэнфорд отпускает Майка на свободу, однако Слэйвин продолжает за ним следить.
Когда Майк появляется на работе, Старлинг приглашает его к себе, сообщая, что страховая компания отозвала поручительство в отношении него, в связи с чем банк вынужден его уволить. Кроме того, Старлинг с сожалением говорит, что Майку вряд ли удастся получить страховое поручительство в другой компании, без чего он вряд ли сможет устроиться на работу в какой-либо банк. Майк вынужден искать работу, вскоре устраиваясь мастером на станцию техобслуживания автомобилей. Однако на следующий день Слэйвин приходит к менеджеру станции, доверительно сообщая, что тот взял на работу вора, и в тот же день менеджер увольняет Майка. В течение следующих нескольких месяцев Майк ещё трижды устраивается на работу, однако каждый раз Слэйвин добивается его увольнения. Наконец, Майк устраивается на работу в автопарк таксистом, и когда Слэйвин приходит к управляющему Питу Таннеру (Ричард Ривз) со словами, что тот взял на работу вора, укравшего из банка почти 50 тысяч долларов, Пит требует показать ему решение суда или убираться. В итоге Майк закрепляется на работе в таксопарке, но, тем не менее, вынужден выставить дом на продажу и переехать в скромную квартиру. Постепенно дела у Донованов идут на поправку, и Рути даже открывает счёт в банке, где, по иронии судьбы, кассиром работает Тейт. Однажды во время работы такси Майка вызывают к ресторану, где его пассажирами оказываются Тейт и его сообщница, которую зовут Вера. Майк не видит лицо Тейта, и лишь услышав его голос, через несколько минут догадывается, что это тот самый «инспектор» из банка. Однако когда Майк возвращается к своему автомобилю, Тейт и Вера, увидев на передней панели карточку водителя и поняв, кто он, успевают сбежать.
Некоторое время спустя, когда до окончания полугодового срока, отведённого на расследование, остаётся меньше месяца, Слэйвин приходит к Майку и Рути домой, предлагая сделку. Чтобы его компания не выплачивала банку страховку, Слэйвин предлагает Майку по-тихому вернуть похищенные деньги, оставив себе 10 тысяч долларов. Майк, естественно, отказывается от этого предложения. Вскоре Майк и Рути приходят в свой новый банк, где Майк видит Тейта, который тоже узнаёт Майка. Майк посылает Рути срочно вызвать полицию, а сам преследует Тейта, который пытается сбежать через служебный выход. Загнав Тейта в тупик между домами, Майк допрашивает напуганного Тейта, который сразу сознаётся, что это он совершил кражу, однако замечает, что у Майка нет никаких доказательств. В связи с этим Тейт предлагает поделить украденные деньги пополам. Майк сажает Тейта в такси своей компании, незаметно давая понять знакомому водителю, чтобы тот сообщил о его поездке Таннеру. Добравшись до дома, Тейт достаёт из тайника 25 тысяч долларов, передавая их Майку. В этот момент в квартире появляется Вера, которая не намерена ни с кем делиться. Достав пистолет, она требует, чтобы Майк вернул деньги. В этот момент к дому Тейта подъезжает Слэйвин, убеждённый в том, что Майк прибыл к сообщнику ограбления, чтобы забрать свою долю. Слэйвин поднимается в квартиру Тейта в тот момент, когда там вспыхивает драка, в ходе которой Тейт бьёт Майка рукояткой пистолета по голове. Когда Майк теряет сознание, Тейт вместе с Верой успевает скрыться. Зайдя в квартиру, Слэйвин не верит в историю Майка и пытается задержать его с частью денег, однако в этот момент появляется Таннер, который задерживает Слэйвина, позволяя Майку продолжить преследование Тейта и Веры, которые едут в прибрежный коттедж в Малибу. Поскольку от Майка долго нет никаких известий, Сэнфорд под давлением Слэйвина начинает подозревать, что тот был с преступниками заодно и скрылся вместе с ними. Однако, когда машина Веры и Тейта сворачивает на тупиковую дорогу, Майк останавливается у таксофона, сообщая Сэнфорду, где можно будет задержать преступников. Лейтенант немедленно связывается с шерифом Малибу и выезжает на место. Пока Майк подбирается к дому, Тейт подкрадывается к нему сзади и, угрожая оружием, заставляет Майка зайти в дом. Вера приказывает Тейту застрелить Майка, однако у того не хватает сил, чтобы убить человека. Тогда Вера выхватывает у него оружие и стреляет сама, однако в суматохе попадает Майку в плечо. Пока Тейт и Вера продолжают борьбу за оружие, раздаётся ещё один выстрел, убивающий Тейта. В этот момент Майк успевает выскочить на улицу, где видит подоспевших полицейских, которые арестовывает Веру. Вскоре после этого Майка восстанавливают на работе в банке, и Сэнфорд говорит ему, что после возврата денег дело закрыто. Однако Майк видит, как сквозь окно с улицы за ним наблюдает Слейвин.

## В ролях
- Барри Салливан — Майк Донован
- Дороти Мэлоун — Рути Донован
- Чарльз Макгроу — Гас Слэйвин
- Дон Хэггерти — Нил Сэнфорд
- Мэри Бет Хьюз — Вера
- Дон Беддоу — Херман Тейт
- Дэйтон Ламмис — Джим Старлинг
- Ричард Ривз — Пит Мазурки / Таннер
- Джоэнн Джордан — Джорджия Хоурд
- Джон Элдридж — Фрэнк Темпл

## Создатели фильма и исполнители главных ролей
По информации Артура Лайонса, сценарист и продюсер Линдсли Парсонс начал голливудскую карьеру в 1930-е годы, позднее создав «собственную продюсерскую компанию, которая производила низкобюджетные фильмы для студии Monogram и позднее — для Allied Artists», среди них фильмы нуар «Страх» (1946), «Лазейка» (1954), «Крик о мщении» (1954), «Стукач» (1955), «Странное вторжение» (1956) и «Разоблачение в Портленде» (1957).
Как отмечает Гленн Эриксон, «у режиссёра фильма Харольда Шустера была блестящая карьера в качестве монтажёра, в частности, ещё в 1927 году он монтировал классический фильм „Восход солнца“». Как режиссёр Шустер поставил более 40 фильмов в самых разных жанрах, и почти все они были категории В. Среди них, помимо этой картины, было ещё два фильма нуар — «Наводчик» (1955) и «Разоблачение в Портленде» (1957).
В главных ролях в картине снялись признанные нуаровые актёры. Так, Барри Салливан известен по фильмам нуар «Саспенс» (1946), «Гангстер» (1947), «Подставленный» (1947), «Напряжённость» (1949), «Причина для тревоги» (1951) и «Опасность» (1954). Чарльз Макгроу сыграл главные или значимые роли в таких фильмах нуар, как «Агенты казначейства» (1947), «Угроза» (1949), «Инцидент на границе» (1949), «Ограбление инкассаторской машины» (1950), «Препятствие» (1951) и «Узкая грань» (1952). Дороти Мэлоун появлялась в таких картинах жанра, как «Большой сон» (1946), «Флекси Мартин» (1949), «Убийца, запугавший Нью-Йорк» (1950), «Личный ад 36» (1954) и «Лёгкая добыча» (1954).

## История создания фильма
Рабочее название фильма — «Не для протокола» или «Не для записи» (англ. Off the Record).
Хотя в некоторых списках актёров персонаж Ричарда Ривза указан как Пит Мазурки, однако в фильме его называют Пит Таннер.
Как отмечено на сайте Американского института киноискусства, «в предваряющем фильм рассказе говорится, что он основан на реальном событии, хотя точной информации об этом событии нет».
Съёмки велись на натуре в Лос-Анджелесе и Малибу. По словам Гленна Эриксона, «кульминация картины происходит в том же самом прибрежном коттедже, который стал легендарным „атомным домом“ в фильме нуар „Целуй меня насмерть“ (1955)».

## Оценка фильма критикой

### Общая оценка фильма
После выхода картины на экраны обозреватель «Нью-Йорк Таймс» назвал её «мощной и достойной маленькой мелодрамой», хотя «так до конца не объясняется, что обозначает её название».
По мнению современного историка кино Боба Порфирио, фильм слишком укоренён в 1950-х годах, «чтобы стать чем-то большим, чем просто маргинальным фильмом нуар, даже натурным съёмкам в Лос-Анджелесе не хватает стиля». Порфирио считает, что «более всего фильм интересен своим сюжетом и образами, особенно, Майка Донована, который играет узнаваемого ранимого невинного человека, жизнь которого рушится из-за случайного события». Но в отличие от многих фильмов нуар на этот раз на судьбу героя влияет «не безымянный рок», а вполне конкретные обстоятельства.
Как отмечает Гленн Эриксон, «из-за его труднодоступности даже эксперты фильма нуар мало писали об этом фильме, компактном криминальном триллере, который отличает высокий уровень правдоподобия». По мнению критика, «возможно, сегодня он даже понятнее публике, чем был в 1954 году» по причине своей главной идеи — когда возникают проблемы с законом, никто не «невиновен, пока не будет доказана его вина». Далее Эриксон пишет, что многие фильмы нуар, в частности, «Объезд» (1945) или «Зыбучий песок» (1950) показывают «ловушку судьбы», когда главного героя затягивает в беду всё глубже после самой незначительной его ошибки. Однако в отличие от них «Лазейка» представляет собой «менее фаталистический пример „нуара о лузерах“ — он уходит от драматических ловушек, сконцентрировавшись на вполне реалистичной катастрофе, которая может произойти с любым из нас». По мнению критика, режиссёр «Шустер умело расставляет актёров и благодаря чёткой постановке сцен заставляет нас забыть о том, что это низкобюджетный фильм». Кроме того, режиссёр демонстрирует умение работать на «обычных улицах Лос-Анджелеса, которые хорошо знакомы жителям города». Хэл Эриксон считает, что этот «фильм, снятый на натуре в Лос-Анджелесе и Малибу, увлекает зрителя, ни на мгновение не ослабляя свою хватку», Майкл Кини также полагает, что это «достаточно занимательный фильм, хотя его концовка вызывает недоумение».
Спенсер Селби относит фильм к жанру нуар по причине типичной нуаровой ситуации, где «банковского кассира преследует безжалостный и неумолимый следователь страховой компании, который отказывается поверить в то, что тот невинен в хищении 50 тысяч долларов». Деннис Шварц полагает, что «картину можно отнести к фильмам нуар, хотя в большей степени он выглядит как типичный для 1950-х годов криминальный фильм о краже». Обозреватель журнала TV Guide пришёл к заключению, что это «довольно обычная картина, которой не хватает стиля, чтобы стать чем-то особенным. Сегодня она не потянула бы даже на хороший телефильм».

### Анализ содержания фильма
Гленн Эриксон отмечает, что «кошмарные события, которые следуют за кражей, совершенно не соответствуют изначальному греху Майка», и он ни разу не идёт на сделку с совестью. «Он не чувствует за собой вины, и чтобы не происходило, никогда не впадает в отчаяние. Его верная жена Рути поддерживает его, и до определённой степени полиция тоже, которую вполне устроили результаты его проверки на детекторе лжи. Есть даже сцена, где капитан полиции просит бывшего копа Гаса Слэйвина остановиться, напоминая, что тот ушёл из полиции при далеко не идеальных обстоятельствах».
Критик сравнивает Майка Донована с Жаном Вальжаном, а Гаса Слэйвина — с Жавером, ключевыми фигурами романа Виктора Гюго «Отверженные» (1862). Как пишет Эриксон, «один несправедливо страдает, а второй преследует его именем правосудия, но на самом деле, чтобы ублажить свои садистские наклонности». Как пишет киновед, «вскоре Майк понимает, что его невиновность ничего не значит, если его доброе имя поставлено под сомнение. Его банковская карьера закончена. Улыбающийся Слэйвин всегда тут как тут, каждый раз давая новым работодателям Майка понять, что он просто-напросто вор. Слэйвин не верит в детекторы лжи или в пользу сомнения. Он убеждён в том, что все виновны, и что судьбой ему предначертано дожимать Майка до тех пор, пока тот не сознается. А Майк вынужден терпеть все издевательства Слэйвина».
Гленн Эриксон также обращает внимание на то, что «преступник Херман Тейт, который обманул Майка, выдавая себя за банковского инспектора, оказывается не профессиональным мошенником, а таким же низкопоставленным банковским служащим», как и Майк, и таким образом между двумя персонажами существует определённая связь. По мнению Эриксона, Тейт, который является «„мозговым центром преступления“, — это тихий маленький никто, который выглядит как Элмер Фадд. Реальным же злодеем является его агрессивная, неуравновешенная сообщница Вера. Алчная Вера, по всей видимости, втянула Тейта во всё это своими неоднократными заявлениями, что без денег у неё нет никаких причин с ним оставаться». Эриксон согласен со Слэйвиным, «когда тот говорит, что преступление совершил дешёвый недотёпа, который думает, что может обмануть систему», однако, по словам критика, Слэйвин, «просто занялся не тем парнем». Критик подчёркивает, что «Тейт ведёт себя скорее как жертва, чем как плохой парень, он реальный нуаровый лузер этого фильма».
Как далее пишет Гленн Эриксон: «Ошибочно рассматриваемый как малый нуар, этот фильм обладает необыкновенно зрелым отношением к „недостаткам системы“, которые так любят критиковать в тяготеющей к левым нуаровой классике. По словам автора, в данном случае причина несчастий заключена в человеческих пороках, а не в системе. Майк оказывается между двумя плохими людьми, которые превращают его в жертву по двум разным причинам». Как полагает Эриксон, «при политической трактовке акцент был бы сделан на том, что „система“ подавляет как Донована, так и Тейта, поощряя их обманывать друг друга ради достижения собственной цели». Однако на самом деле вина заключена в «алчности Веры и слабости Тейта. Если что-то и не так с системой, то это слабая система охраны банка, „лазейка“, которая позволила Тейту провернуть свой почти идеальный план». Как отмечает критик, кроме того, «очень легко верится в то, что руководитель большого банка, которому есть что терять, ради защиты своей деловой репутации делает жертвой своего подчинённого».
Как далее указывает Эриксон, «некоторые рецензенты фильма пошли ещё дальше, связав преследование Майка Донована с деятельностью Комиссии по расследованию антиамериканской деятельности. Люди того времени могли бы увидеть эту связь, зная о том, как обычных людей преследуют на основе клеветы и инсинуаций». В данной картине «Майк лишается возможности обеспечивать своё существование, что происходило со многими жертвами охоты на ведьм. Людям того времени, наверное, приходила в голову мысль о том, что их тоже могут несправедливо обвинить». И потому «если бы Майка преследовали за политические взгляды, это бы было ещё убедительней».
Как отмечает Боб Порфирио, после изначальной кражи «причиной постоянных потерь и утрат» для главного героя становится не столько это происшествие, сколько «извращённое преследование со стороны частного следователя». По словам критика, «завершение фильма крайне неоднозначно и указывает на то, что преследование может быть продолжено». После возвращения Майка на работу закадровый рассказчик задаётся вопросом «всё снова предстаёт в розовом свете, или как?», и в этот момент «Майк, сидя за своим банковским столом, видит за окном Слэйвина, который около банка без какой-либо причины». Шварц также обращает внимание на то, что «фильм заканчивается на неясной ноте, где Майк счастливо возвращается на свою работу, но сквозь банковское окно показывают Слэйвина, который продолжает следить за ним без какой-либо обоснованной причины. Не ясно, что это может значить, кроме того, что жизнь Донованов больше „не будет столь же розовой, какой она была до кражи“».

### Оценка актёрской игры
Гленн Эриксон отмечает «Барри Салливана и Дороти Мэлоун, которые очень хороши в своих ролях», а также «Мэри Бет Хьюз, которая по-настоящему пугает в роли угрожающей блондинки». Но всё-таки, по мнению критика, «это в первую очередь картина Чарльза Макгроу. Со своим невероятно сиплым голосом и замирающим бульдожьим взглядом, его Гас Слэйвин — это последний парень, к которому мы бы захотели попасть под подозрение». На протяжении всего фильма Гас оказывает мощное психологическое давление на Майка, «рассматривая свою работу как священную войну и испытывая садистскую гордость от своей работы». В последней сцене Майк видит, как «Гас смотрит на него сквозь витрину банка, и это вызывает сильное беспокойство… ни в одной сцене Гас не признаёт, что Майк невиновен».